# Henri III của Pháp
Henri III (1551-1589) là vua của Ba Lan (1573-1574) và vua của Pháp (1574-1589). Ông là vị vua cuối cùng của nhà Valois của Pháp.
Henri III sinh ngày 19 tháng 9 năm 1551 tại Fontainebleau, là con trai thứ tư của vua Henri II của Pháp và hoàng hậu Catherine de Médicis, được đặt tên là Alexandre-Édouard và tước hiệu Quận công của Angoulême. Năm 1560, khi anh trai của ông là vua Charles IX của Pháp lên ngôi, ông trở thành Quận công của Orléans. Ngày 8 tháng 2 năm 1566, ông trở thành Quận công của Anjou.
Ngày 11 tháng 5 năm 1573, ông được phong làm vua của Ba Lan với tên Henryk Walezy (Henri de Valois trong tiếng Ba Lan). Ông trị vì Ba Lan từ 24 tháng 1 đến 18 tháng 6 năm 1574. Ngày 30 tháng 5 năm 1574, sau cái chết của người anh là vua Charles IX, ông rời Ba Lan về Pháp để tranh ngôi vua. Ông lên ngôi vua Pháp ngày 13 tháng 2 năm 1575 lấy hiệu Henri III. Ngày 15 tháng 2, ông cưới Louise de Lorraine làm hoàng hậu.
Lên ngôi vua Pháp, Henri thừa kế một vương quốc bị phân chia mà quyền lực của nhà vua chỉ được thừa nhận phần nào. Triều đại của ông được đánh dấu bởi các vấn đề nghiêm trọng về tôn giáo, chính trị, và kinh tế. Bốn cuộc chiến tôn giáo đã xảy ra trong thời gian ông ở ngôi. Henri III phải đối mặt với các đảng phái tôn giáo và chính trị được hỗ trợ bởi các thế lực nước ngoài. Ông qua đời tại Saint-Cloud ngày 2 tháng 8 năm 1589 khi bị tu sĩ Jacques Clement ám sát.